# Психология
Психоло́гия (от др.-греч. ψυχή «душа»; λόγος «учение») — гуманитарная наука, изучающая закономерности возникновения, развития и функционирования психики и психической деятельности человека и групп людей. Психология объединяет в себе гуманитарный и естественно-научный подходы.
Включает в себя:
- фундаментальную психологию, выявляющую факты, механизмы и законы психической деятельности,
- прикладную психологию, изучающую психические явления в естественных условиях (с опорой на фундаментальную психологию),
- практическую психологию — применение психологических знаний на практике[4].

Прикладная психология тесно связана с психиатрией — отраслью медицины, назначением которой является распознавание и лечение психических расстройств, и психотерапией, занимающейся вопросами лечебного воздействия на психику и через психику на организм, направленного на избавление человека от проблем эмоционального, личностного, социального характера.

## Предмет психологии
Предмет психологии понимается различно в течение истории и с позиции различных направлений психологии. Для современной психологии поиск предмета психологии по-прежнему остаётся актуальным.
- Душа (все исследователи до начала XVIII века).
- Явления сознания (английская эмпирическая ассоцианистская психология — Д. Гартли, Джон Стюарт Милль, Александр Бэн, Герберт Спенсер).
- Непосредственный опыт субъекта (структурализм — Вильгельм Вундт).
- Приспособляемость (функционализм — Уильям Джеймс).
- Происхождение психических деятельностей (психофизиология — Иван Михайлович Сеченов).
- Поведение (бихевиоризм — Джон Уотсон).
- Бессознательное (глубинная психология: психоанализ — Зигмунд Фрейд, индивидуальная психология — Альфред Адлер, аналитическая психология — Карл Густав Юнг).
- Процессы восприятия, формирования и переработки образов и результаты этих процессов (гештальтпсихология — Макс Вертгеймер).
- Проблемы бытия человека (гуманистическая психология, включая экзистенциальную психологию — Абрахам Маслоу, Карл Роджерс, Виктор Франкл, Ролло Мэй, онтопсихологию — Антонио Менегетти и позитивную психологию — Мартин Селигман).
- Процессы переработки информации информационной системой «мозг», познавательные способности человека (когнитивная психология — Джордж Миллер, Герберт Саймон, Аллен Ньюэлл, Ноам Хомски, Дэвид Грин, Джон Свитс и другие).
- По мнению Мазилова В. А. предметом научной психологии целесообразно считать внутренний мир человека[5].

## Объект психологии
Объект психологии — психические процессы и психические явления, обеспечивающие жизнедеятельность, развитие, поведение, деятельность, взаимоотношения людей в больших и малых социальных группах.

## Задачи психологии
- Понимать сущность психических явлений и процессов.
- Управлять собой и сообществами в различных ситуациях жизнедеятельности.
- Использовать полученные знания для повышения эффективности различных отраслей практики.
- Знать теоретическую основу психологической службы.

## Методы психологии
Количественные психологические исследования поддаются статистической проверке гипотез. Хотя в этой области широко используются рандомизированные и контролируемые эксперименты в лабораторных условиях, такие исследования могут оценить только ограниченный диапазон краткосрочных явлений. Таким образом, психологи также полагаются на творческие статистические методы, чтобы извлечь знания из клинических испытаний и данных о населении:
- методы сбора информации (самонаблюдение, наблюдение, изучение результатов деятельности, изучение документов, метод опроса, метод тестов, эксперимент, биографический метод) (см. психометрия);
- методы обработки данных (статистический анализ, другие математические методы)[7];
- информационные технологии (вычислительные технические средства и программное обеспечение, специализированные для сбора, ввода и обработки психологических данных; программы обработки статистических данных; методы обработки больших данных);
- психологический анализ процесса и продуктов творческой деятельности;
- методы психологического воздействия (дискуссия, тренинг, формирующий эксперимент, убеждение, внушение, релаксация и другие);
- методы электрофизиологии мозга и отдельных нейронов, на основе электроэнцефалографии, томографии, магнитоэнцефалографии, инфракрасной спектроскопии на длинах волн в 700—900 нанометров, для которых тело человека проницаемо.

### Контролируемые эксперименты
Настоящий эксперимент со случайным распределением объектов по признакам позволяет исследователям делать убедительные выводы о причинно-следственных связях. В эксперименте исследователь изменяет параметры влияния, называемые независимыми переменными, и измеряет результаты, называемые зависимыми переменными. Опытные экспериментальные исследования проводятся в лаборатории с тщательно контролируемой средой.
Эксперименты с повторными измерениями — это эксперименты, которые проводятся в нескольких случаях. В исследованиях эффективности психотерапии экспериментаторы часто сравнивают данное лечение с лечением плацебо или сравнивают разные виды лечения друг с другом. Тип лечения является независимой переменной. Зависимые переменные — это результаты, которые в идеале оцениваются разными специалистами. Используя перекрёстный проект, исследователи могут ещё больше повысить силу своих результатов, протестировав оба из двух методов лечения на двух группах субъектов.
Экспериментальные исследователи обычно используют статистическую модель проверки гипотез, которая включает в себя прогнозирование перед проведением эксперимента, а затем оценку того, насколько данные подтверждают прогнозы. (Эти предсказания могут исходить из более абстрактной научной гипотезы о том, как на самом деле работает изучаемое явление.) Статистические методы анализа дисперсии используются для того, чтобы отличить уникальные результаты эксперимента от нулевой гипотезы о том, что вариации являются результатом случайных колебаний данных. В психологии широко используемый стандарт придаёт статистическую значимость результатам, вероятность которых менее чем на 5 % объясняется случайностью.

### Другие формы статистического анализа
Статистические обследования используются в психологии для измерения отношений и черт характера, мониторинга изменений в настроении, проверки достоверности экспериментальных манипуляций и для других психологических тем. Чаще всего психологи используют бумажно-карандашные опросы. Тем не менее, опросы также проводятся по телефону или по электронной почте. Веб-опросы всё чаще используются для удобного охвата многих предметов.
Нейропсихологические тесты, такие как шкалы Векслера и тест сортировки карт Висконсина, в основном представляют собой вопросники или простые задачи, которые оценивают определённый тип психической функции у респондента. Они могут быть использованы в экспериментах, как и в случае экспериментов с поражением, оценивающих результаты повреждения определённой части мозга.

### Технологические анализы

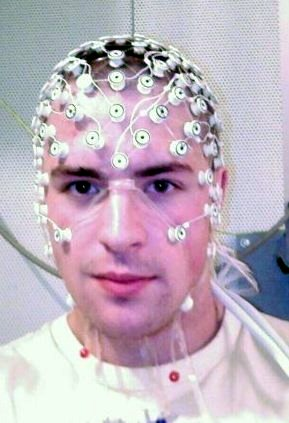
Настройка записи ЭЭГ

Классическим и популярным инструментом, используемым для сопоставления умственной и нервной активности, является электроэнцефалограмма (ЭЭГ), техника, использующая усовершенствованные электроды на коже головы человека для измерения изменений напряжения в различных частях мозга. Ханс Бергер, первый исследователь, который использовал ЭЭГ на не вскрытом черепе, обнаружил, что мозгу характерны «мозговые волны»: электрические колебания, которые соответствуют различным состояниям сознания. Впоследствии исследователи усовершенствовали статистические методы для синтеза электродных данных и определили уникальные паттерны мозговых волн, такие как дельта-волны, наблюдаемые в фазе медленного сна.
Новые методы функциональной нейровизуализации включают функциональную магнитно-резонансную томографию и позитронно-эмиссионную томографию, которые отслеживают кровоток через мозг. Эти технологии предоставляют более точную локализацию активности мозга и создают разносторонние представления о нём. Они также обеспечивают, основанное на объективных данных, понимание, которое позволяет избежать классических проблем субъективной самоотчётности. Однако по-прежнему сложно сделать твёрдые выводы о локализации возникновения в мозгу конкретных мыслей, или даже о том, насколько полезно такая локализация соотносится с реальностью. Тем, не менее, нейровизуализация предоставила безошибочные результаты, свидетельствующие о наличии корреляции между разумом и мозгом. Некоторые из них основаны не на модели локальных функций, а на модели системы нейронных сетей.

## Отрасли психологии
Современная психология представляет собой многоотраслевую науку. Отрасли психологии являются относительно самостоятельными развивающимися направлениями. Их условно разделяют на фундаментальные (общие) и прикладные (специальные).

Фундаментальные отрасли психологии имеют общее значение в изучении психических явлений. Это базис, который объединяет все отрасли психологии, а также служит основой их развития. Фундаментальные отрасли, как правило, называют термином «общая психология». Основными понятиями, которые рассматривает общая психология, являются: познавательные процессы (ощущения, восприятия, внимание, представления, память, воображение, мышление, речь, эмоции, воля, рефлексия), исполнительные функции, психические свойства (способности, мотивация, темперамент, характер) и психические состояния. Возникновение общей психологии в качестве фундаментальной отрасли связывают с именем С. Л. Рубинштейна, создавшего в 1940 г. фундаментальный труд «Основы общей психологии». 

Сергей Леонидович Рубенштейн — советский психолог

Прикладными называют отрасли психологии, которые имеют практическое значение. В число таких отраслей входят, например, педагогическая психология, психология развития, психология личности, дифференциальная психология, сравнительная психология, социальная психология (включая психологию толпы, психологию мира), политическая психология, клиническая (медицинская) психология, юридическая психология, экономическая психология, военная психология, психология искусства, психология творчества, психология науки, психология спорта, психология религии и многие другие.

## Место психологии в системе наук
Положение психологии связано с двумя разноплановыми традициями. Первая представляет собой её стремление стать естественнонаучной дисциплиной, вторая — стремление занять место житейской психологии. Как указывают В. В. Петухов и В. В. Столин, обе цели принципиально недостижимы. В сравнении с житейской психологией научная представляет собой специальную дисциплину со своим понятийным и методологическим аппаратом для изучения психической жизни. Вместе с этим психология имеет особенности, связанные с тем фактом, что объект её изучения способен к внутреннему отражению своих состояний. Научная и житейская психология сохраняют принципиальные различия, но при этом взаимосвязаны друг с другом.
Психология имеет связь как с естественными, так и с гуманитарными науками. Связь психологии с естественными науками имеет в своей основе биологическую природу человека. Однако особенностью человека является то, что он является социальным существом, психические явления которого во многом социально обусловлены. По этой причине психологию принято относить к гуманитарным наукам. Отличительной особенностью психологии является совпадение объекта и субъекта познания, то есть необходимость применения в качестве инструмента исследования рефлексии.

### Взаимосвязь психологии и современных наук

#### Философия
Вопросы психологии долгое время рассматривались в рамках философии. Только в середине XIX века психология стала самостоятельной наукой. Но отделившись от философии, она продолжает сохранять тесную связь с ней. В настоящее время существуют научные проблемы, которые изучаются как психологией, так и философией. К числу таких проблем относятся понятия личностного смысла, цели жизни, мировоззрение, политические взгляды, моральные ценности и другое. Психология использует экспериментальные методы для проверки гипотез. Однако есть вопросы, которые невозможно решить экспериментальным путём. В таких случаях психологи могут обращаться к философии. К числу философско-психологических проблем относятся проблемы сущности и происхождения человеческого сознания, природы высших форм человеческого мышления, влияние общества на личность и личность на общество.
А. Г. Маклаков указывает, что, хотя долгое время философия разделялась на материалистическую и идеалистическую, сейчас наметилось сближение этих течений философии, и можно говорить об одинаковой значимости для психологии обоих направлений. Материалистическая философия является основной при рассмотрении проблем деятельности и происхождения высших психических функций. Идеалистическая философия, по мнению Маклакова, ставит такие проблемы как ответственность, совесть, смысл жизни, духовность. Маклаков отмечает, что использование в психологии обоих направлений (материалистического и идеалистического) «наиболее полно отражает двойственную сущность человека, его биосоциальную природу».
По мнению А. Г. Маклакова, к числу проблем, которые можно решить только при сотрудничестве психологов и философов, относятся проблемы эпистемологии. Некоторые теории психологии имеют психолого-философский характер, как, например, теоретические работы неофрейдистов. К примеру, работы Эриха Фромма используются в психологии, социологии и философии.

#### Социология
Психология тесно связана с общественными науками. Она имеет много общего с социологией. Социология заимствует из социальной психологии методы изучения личности и человеческих взаимоотношений. Психология широко использует такие методы сбора научной информации как опрос и анкетирование, которые традиционно считаются социологическими. Существуют различные концепции, которые психология и социология перенимают друг у друга. Множество проблем, такие как национальная психология, психология политики, проблемы социализации и социальных установок психологи и социологи решают совместно.

#### Экономика
Экономическая психология — отрасль психологии об экономическом поведении и психических процессах человека, связанных с: производством, распределением, обменом и потреблением товаров и услуг. Предмет изучения экономической психологии являются — психологические закономерности экономического поведения и взаимодействия между людьми как субъектами экономических отношений. Выяснилось, что экономическое поведение людей далеко от рационального, которое рассматривалось ранее как единственно верное при изучении экономики, что это поведение существенно определяется психическими факторами.
В 2002 за исследования, выполненные совместно с Амосом Тверски и другими авторами, по установлению когнитивной основы для общих человеческих заблуждений в использовании эвристик, а также для развития теории перспектив лауреатом Нобелевской премии по экономике 2002 года «за применение психологической методики в экономической науке, в особенности — при исследовании формирования суждений и принятия решений в условиях неопределённости» (совместно с В. Смитом), стал Даниел Канеман несмотря на то, что исследования проводил как психолог, а не как экономист.
Лауреатом Нобелевской премии по экономике 2017 года за вклад в область поведенческой экономики стал Ричард Талер.

#### История
Важны для психологии также исторические науки. Примером синтеза истории и психологии является теория культурно-исторического развития высших психических форм Л. С. Выготского. Использование в психологии исторического метода заключается в изучении фило- и онтогенетического развития психических явлений от элементарных к сложным формам. В основе сближения истории и психологии лежит концепция о том, что современный человек является продуктом развития человечества. Вопросы исторического развития психологических явлений также изучает эволюционная психология.

#### Биологические науки
Психология тесно связана с биологическими науками, включая медицину. Использование в психологии достижений этих наук основано на том, что большинство психических явлений и психических процессов физиологически обусловлены. Известны факты взаимного влияния психического и соматического друг на друга. Психическое состояние оказывает влияние на физиологическое. Особенности психики могут способствовать развитию определённых заболеваний (например, психосоматических). Обратная связь состоит в том, что многие заболевания влияют на психическое состояние.
Особенно тесная связь у психологии существует с неврологией и психиатрией. Значительное число учёных, сделавших существенный вклад в психологию по основной своей профессии были неврологами и психиатрами. Именно изучение заболеваний нервной системы и расстройств психики позволило им выявить существенные особенности структуры и функционирования психики и её связей со структурой и функционированием нервной системы, которые в нормальном состоянии остаются скрытыми или трудно обнаруживаемыми. Для изучения смежных вопросов с психиатрией в психологии выделены такие отрасли, как патопсихология, клиническая психология, психосоматика, психология аномального развития; с нейробиологией, анатомией и физиологией центральной нервной системы, отрасли — нейропсихология, психофизиология. Значительный прогресс в развитии генетики привёл к созданию психогенетики, в рамках которой на основе секвенирования генома человека проводятся исследования, позволяющие выявить влияние генетических эффектов на особенности функционирования психики.

#### Нейропсихология
Подлинную революцию в психологии вызвало появление неинвазивных (неразрушающих) методик исследования, как пассивных (функциональная магнитно-резонансная томография, фМРТ), так и активных (транскраниальная магнитная стимуляция). С помощью этих методик психологи впервые получили возможность проведения воспроизводимых исследований таких прежде трудно поддававшихся объективному изучению феноменов, как сознание, сновидения, свобода воли и т. п.

#### Другие науки
Психология активно взаимодействует с большим числом других наук и отраслей научного знания. Это взаимодействие проявляется, прежде всего, в создании отраслей психологии, являющихся смежными, прикладными отраслями научного знания, исследующими закономерности объективной действительности с позиции предмета психологии. Например, связь психологии с антропологией устанавливается благодаря существованию такой фундаментальной отрасли психологии, как психологии личности. Во взаимодействии с педагогикой возникает педагогическая психология; с дефектологией — специальная психология. Лингвистика, взаимодействуя с психологией, рождает психолингвистику; с юриспруденцией связь отчётливо проявляется в таких отраслях психологии, как судебная психология, психология жертвы, криминальная психология, патопсихология, психология расследования преступлений.

### Дискуссии по поводу научного статуса психологии
Статус научности психологии на протяжении длительного времени является предметом обширных дискуссий. Как отметил в 2005 году член-корреспондент РАН, заместитель директора Института психологии РАН А. В. Юревич, паразитируя на сложности предмета и успехах современной психологии, под давлением «здесь-и-теперь-психологии» современного обывателя, широко распространившейся идеологии постмодернизма на её территорию постоянно вторгаются паранаучные доктрины.
Большинство специалистов сходится во мнении, что в настоящее время психология представляет собой скопление различных фактов, теорий, предположений, методологий и целей. Среди психологов нет консенсуса ни относительно того, насколько научна современная психология, ни относительно того, может ли она быть научной в принципе. Даже среди тех, кто считает возможным приведение психологии к научным стандартам, нет согласия по поводу того, к какому типу наук её следует отнести.
Американский психолог Б. Р. Хегенхан в 2009 году указал, что учёные дают целый ряд ответов на вопрос, является ли психология наукой, и содержание этих ответов зависит от того, кто их даёт и какой аспект психологии при этом подразумевает:
- нет, она представляет собой допарадигмальную дисциплину;
- нет, её предмет слишком субъективен, чтобы поддаваться научному исследованию;
- нет, но она может и должна стать наукой;
- и да, и нет: она частично является наукой, а частично — нет;
- да, психология является научной дисциплиной, использующей научную методологию.

Научный статус психологии служит предметом полемики в современной дискуссии между модернизмом и постмодернизмом.
Из-за высокой сложности предмета изучения, для многих психологических теорий затруднено применение критерия Поппера, поскольку в них используются неоднозначные формулировки и пересекающиеся понятия, что затрудняет их применение. Хотя для ряда таких теорий понятие научной строгости не совпадает с применяемой в детерминистских теориях, они, тем не менее, оказываются полезными. Примерами могут служить теории Зигмунда Фрейда и Альфреда Адлера. Сам Поппер полагал, что доказательство ненаучности и метафизичности теории совсем необязательно делает такую теорию бесполезной и бессмысленной.
Т. В. Корнилова и С. Д. Смирнов отметили, что из-за параллельного существования в психологии множества парадигм и постоянного появления новых мини-парадигм создаётся эффект перманентного кризиса и перманентной революции в данной науке, что, как отмечалось выше, определяется сложностью предмета исследования. Этот факт используется рядом исследователей как основание для заявлений, что психология не является развитой наукой или же вовсе не является наукой. В психологии до настоящего времени не произошло сколько-нибудь полного и чёткого размежевания между научным, околонаучным и псевдонаучным знанием. В отличие от астрономии и химии, которые полностью отмежевались от астрологии и алхимии, психология проявляет гораздо бо́льшую терпимость к парапсихологии и зачастую ассимилирует опыт житейской психологии.
В американской психологической энциклопедии сформулированы следующие принципы научной психологии: «Профессиональная и научная психология требует осуществления строгого контроля за наблюдениями при чётко заданных и допускающих повторное воспроизведение условиях. Там, где её работа опирается на случайные наблюдения, отдельные эпизоды и оценки свидетелей, она не достигает профессионального или научного уровня… Научная психология требует эмпирических наблюдений и экспериментирования для проверки своих умозрительных построений, которые нередко облекаются в форму научных теорий и воспринимаются как таковые».
В соответствии с этими принципами множество теоретических построений в области психологии, таких, например, как квантовая теория психики, теория торсионных полей, не могут быть признаны научными, поскольку экспериментально не подтверждаются. В то же время, иногда они могут представлять собой объекты, достойные исследования научной психологией, как, например, любопытные факты игры ума, или служить некоторыми побуждениями для построения теорий, которые уже экспериментально подтверждаются.

## История
Психолог С. Л. Рубинштейн на момент 1940 года охарактеризовал психологию с исторической точки зрения следующим образом:

«Психология и очень старая, и совсем ещё молодая наука, — она имеет за собой 1000-летнее прошлое, и, тем не менее, она вся ещё в будущем. Её существование как самостоятельной научной дисциплины исчисляется лишь десятилетиями, но её основная проблематика занимает её философскую мысль с тех пор, пока существует философия. Годам экспериментального исследования предшествовали столетия философских размышлений, с одной стороны, и тысячелетия практического познания людей — с другой».

### Античность

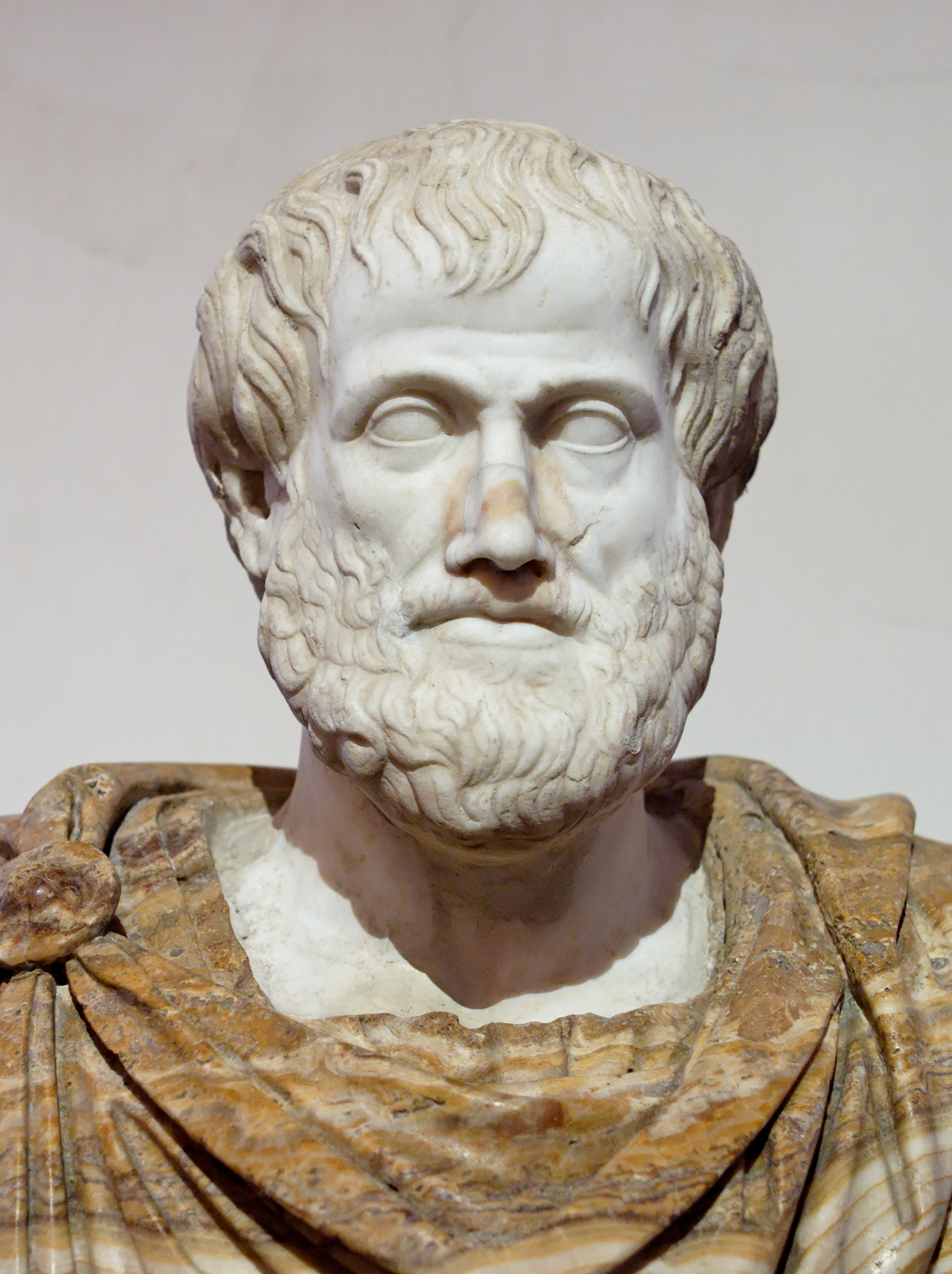
Аристотель — автор книги «О душе», в которой дал развёрнутый анализ предмета психологического исследования

Ранние античные авторы нередко уделяли в своём творчестве внимание проблемам природы человека, его души и разума. До настоящего времени из всего спектра взглядов древних авторов дошла лишь классификация темпераментов Гиппократа, хотя многие идеи Платона оказали влияние на развитие философских основ представлений о психике, в частности, представление о человеке, как существе, раздираемом внутренним конфликтом мотивов, нашло своё отражение в психоаналитических представлениях о структуре личности. Как и у большинства других наук, «дедушкой» психологии справедливо можно назвать Аристотеля, в своём трактате «О душе» давшего развёрнутый анализ предмета психологического исследования.

### Средние века
Средневековые работы о психологии в Европе были в целом сконцентрированы на вопросах веры и разума, в заметной степени христианскими философами, начиная с Фомы Аквинского, были заимствованы идеи Аристотеля. Из восточных учёных внимание психологическим вопросам уделял Ибн Сина (Авиценна).
В Древней Руси было написано некоторое количество произведений, в которых ставились и решались такие психологические вопросы, как происхождение и сущность души, свойства ума, устройство органов чувств, борьба мотивов, возрастные и индивидуальные различия в психике людей, проблема характера, происхождение сновидений и др. Это касается, например, таких произведений, как «Повесть о Горе-Злочастии», «Домострой», «Голубиная книга», многочисленная переводная философская и медицинская литература: «Галиново на Ипократа», «Пчела», «Диоптра» Филиппа Пустынника, «Толковая Палея», «Тайная тайных».

### Новое время

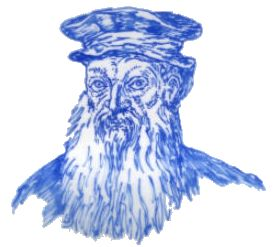
Рудольф Гоклениус

В 1590 году Рудольф Гоклениус впервые использует термин «психология» для обозначения науки о душе. Его современник Оттон Касман считается первым, кто употребил термин «психология» в современном научном смысле.
Представители нового времени (например, Рене Декарт) считали, что тело и душа имеют разную природу — это был новый взгляд на проблему психологии. «Душа и тело живут и действуют по разным законам и имеют разную природу», — писал Декарт.

### XVIII век
3 августа 1795 года британский королевский астроном Невил Маскелайн впервые обнаружил ошибки, допущенные его ассистентом Дэвидом Киннбруком в расчётах. Киннбрук был уволен, но анализ ошибок, проведённый другим астрономом — Фридрихом Бесселем, — положил начало систематическому изучению времени реакции, индивидуальных различий и «ментальной хронометрии» (mental chronometry), как критериев когнитивных процессов.

### XIX век

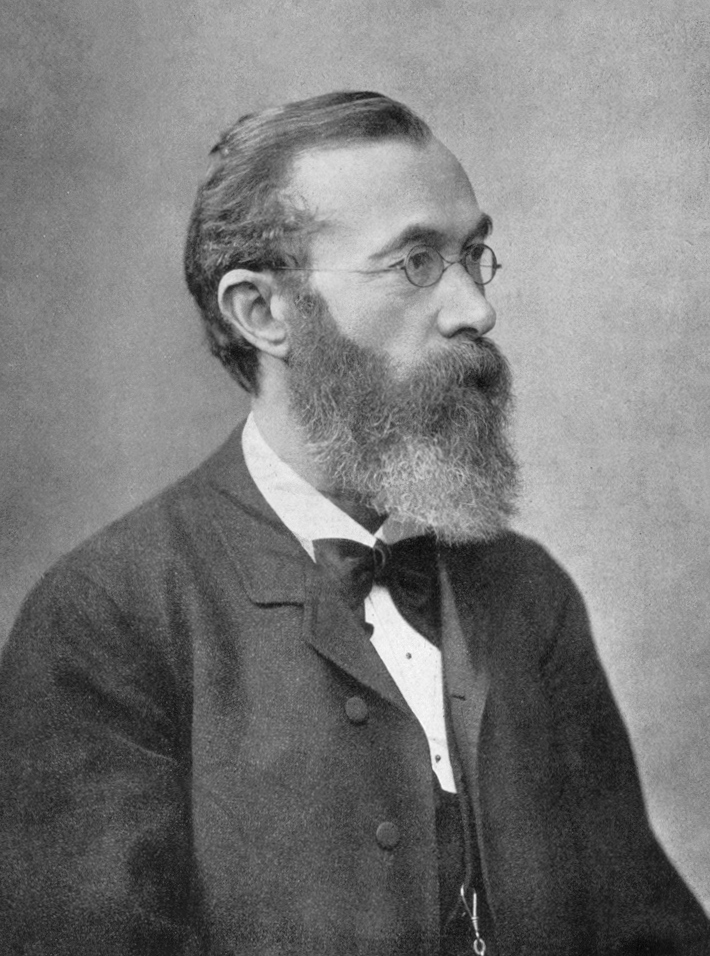
Вильгельм Вундт

XIX век стал для психологии веком постепенного зарождения её как научной дисциплины, выделения соответствующих областей из философии, медицины, точных наук.
Эрнст Вебер исследует зависимость интенсивности ощущений от интенсивности вызывающих их стимулов.
Герман Гельмгольц исследует нервную систему как основу психики, формулирует представления об «автоматических умозаключениях», лежащих в основе восприятия пространства.
Однако главное имя в истории оформления психологии как науки — Вильгельм Вундт. Ученик и соратник Гельмгольца, Вундт в 1879 году открыл первую в мире психологическую лабораторию, в которой проходили исследования феноменов сознания методом интроспекции. Этот год считается годом рождения психологии как науки.

### XX век

#### Первые десятилетия
Ученик Франца Брентано Эдмунд Гуссерль выдвинул идею феноменологического метода как описания и анализа непосредственного опыта сознания. «Феноменологическая психология — безусловно необходимый фундамент для построения строго научной психологии», — полагал Гуссерль.
Самое начало двадцатого века отмечено бурным ростом нескольких направлений. С одной стороны, активно развивается психоанализ — школа психотерапии, первоначально основанная на работах Зигмунда Фрейда, в которых человек описывался как система из нескольких независимых структур личности, борющихся друг с другом — Оно (Ид), Я (Эго), Сверх-Я (Суперэго). В этом конфликте Оно представляет собой биологические потребности человека, из которых основное внимание психоаналитики уделяли сексуальной потребности, а Сверх-Я представляет собой требования социума, культуры. Развитие этой школы оказало сильное влияние не только на практику, но и на науку, заставив учёных обратить внимание на феномены, находящиеся за пределами сознания, на неосознаваемые детерминанты психической деятельности.
Идеи психоанализа Зигмунда Фрейда подверглись критике, развитию и расширению в различных направлениях глубинной психологии, преимущественно бывшими коллегами Фрейда, такими как Альфред Адлер (индивидуальная психология) и Карл Густав Юнг (аналитическая психология), а позднее неофрейдистами, такими как Эрих Фромм, Карен Хорни, Гарри Стек Салливан, Жак Лакан и др.
В США активно развивается бихевиоризм — основанная Дж. Уотсоном школа психологии, базирующаяся на работах И. П. Павлова и Э. Торндайка о научении. Бихевиористы следовали позитивистскому требованию об исключении из рассмотрения науки всех явлений, кроме непосредственно наблюдаемых. Человек рассматривался как «чёрный ящик», в который входят стимулы, а выходят — реакции на эти стимулы.
В Германии развивается гештальтпсихология (М. Вертгеймер, К. Коффка, В. Кёлер), являющаяся дальнейшим развитием на пути изучения феноменов сознания. В отличие от предшественников, гештальтисты не пытались выделить «кирпичики», из которых построено сознание, напротив, они полагали основным своим законом, что «целое всегда больше суммы составляющих его частей». В рамках этой школы было открыто много феноменов восприятия и мышления.
Первая мировая война стимулировала развитие прикладных аспектов психологии, в первую очередь — психодиагностики, так как армии требовалось средство оценки возможностей солдат. Разрабатываются тесты интеллекта (А. Бине, Р. Йеркс).

#### 1930—1940-е годы
В Германии приходят к власти нацисты, вследствие чего многие психологи (среди которых было немало евреев) вынуждены эмигрировать в США. Гештальтпсихология практически прекращает своё существование, однако К. Левин и последователи гештальтистов становятся основными фигурами американской социальной психологии. Тем не менее такие мыслители как Карл Юнг и Мартин Хайдегер остаются работать в нацистской Германии. Юнг продолжает развивать своё учение о коллективном бессознательном, в 1934 году он выпускает одну из своих фундаментальных работ «Архетипы и коллективное бессознательное».
Среди бихевиористов, с одной стороны, начинаются попытки, сохраняя естественно-научный фундамент, внести в объяснение поведения внутрипсихические переменные (Э. Толмен, К. Халл), с другой стороны Б. Ф. Скиннер развивает «радикальный бихевиоризм», развивая теорию оперантного научения.
Ж. Пиаже публикует результаты исследований мышления, в которых были обнаружены сходные типы ошибок у детей одного возраста, которых уже практически не встречается у более старших детей.
Активно развивается психологическая и психотерапевтическая практика. Продолжили развиваться различные направления глубинной психологии, формируются альтернативные психоанализу формы психотерапии (гештальттерапия и др.).
Л. С. Выготский формулирует основные принципы культурно-исторической психологии, основанные на марксизме. В рамках этого направления постулировалась необходимость изучать личность непосредственно в процессе развития, протекающем под влиянием истории и культуры. На базе этого направления в дальнейшем была построена теория деятельности.
Постановление «О педологических извращениях в системе Наркомпросов» (1936), ликвидировавшее педологию, на несколько десятилетий практически замораживает развитие психологической науки в СССР.
Вторая мировая война вызывает новый всплеск активности психологов в области прикладных технологий. Особое внимание уделяется социальной психологии и эргономике.

#### 1950—1960-е годы
Эти десятилетия являются эпохой расцвета психологической науки, активного роста во множестве направлений. В современных учебниках большая часть материала посвящена экспериментам и исследованиям, проведённым именно в этот период.
Теория бихевиоризма не могла дать ответы на многие вопросы, которые ставила перед наукой развивающаяся промышленность и военные технологии. Разработка максимально эффективных форм представления информации на пультах управления сложными устройствами и другие задачи требовали активного изучения не только простых реакций на стимулы, но сложных механизмов, лежащих в основе восприятия. Вследствие подобного запроса начинает развиваться область, которая позднее получит название «когнитивная психология» — ведёт свои исследования механизмов внимания Д. Бродбент, публикует знаменитую статью про «Магическое число семь плюс-минус два» Дж. Миллер.
Активно развиваются техники модификации поведения на основе теории бихевиоризма. Дж. Вольпе разрабатывает технику систематической десенсибилизации, которая оказывается весьма эффективной в лечении различных видов фобий.
На фоне этого появляются гуманистическая психология и психотерапия как попытка преодолеть сведение человека к автомату или животному (теории бихевиоризма и психоанализа). Гуманистические психологи предлагают рассматривать человека как существо более высокого уровня, наделённое свободой воли и стремлением к самоактуализации.
Происходит бурное развитие социальной психологии в США. Проводят свои знаменитые исследования Соломон Аш, Музафер Шериф, Стэнли Милгрэм, Леон Фестингер и другие известные психологи.
В конце 60-х годов вместе с ростом популярности Нью-Эйдж-культуры психология испытывает сильное влияние со стороны мистики; на волне успеха исследований психоделических веществ и новых областей сознания возникает трансперсональная психология, а также развивается ряд школ тренингов личностного роста, из которых некоторые со временем превращаются в религиозные культы: (саентология, лайфспринг).
В 1966 году создаются факультеты психологии в МГУ и ЛГУ, а также кафедра психиатрии и медицинской психологии в РУДН, что демонстрирует прекращение 30-летних гонений на психологов. В заметной степени это было связано с появлением спроса на психологов на производстве и в армии. В СССР активно развивается инженерная психология. Однако в силу объективных причин отечественной психологии приходится оставаться крайне идеологизированной в соответствии с марксистско-ленинскими построениями, — данное обстоятельство придаст её дальнейшему развитию определённую специфику. И по сей день марксистско-ленинские теории (см. теорию отражения) так или иначе сохраняют влияние на программу подготовки специалистов-психологов в некоторых вузах России.

#### 1970—1980-е годы
Происходит бурный рост когнитивной психологии, которая шла по пути постепенного опровержения своих исходных постулатов о сущности человеческой психики как системы переработки информации с ограниченной пропускной способностью. В этот период психология устанавливает активные связи с лингвистикой, что стало неизбежным после «хомскианской революции»; возникает психолингвистика.
В остальных областях психологии происходит стабильный рост и накопление знаний, вместе с тем вновь обостряется ощущение «вечного кризиса» психологической мысли, так как ни одно из действующих направлений не даёт надежды на скорое появление действительно полной и объясняющей поведение человека теории.

#### Современность
В настоящее время важное значение в изучении психики приобрели методы, базирующиеся на различных видах томографии. Применение томографии позволяет определить структуру и исследовать функционирование нейронных сетей. Для изучения связей функционирования психики для различных видов психической деятельности при различных условиях со структурой и функционированием мозга применяется функциональная магнитно-резонансная томография, которая позволяет определить активацию областей головного мозга в ходе нормального его функционирования (см., например,). Для изучения психических процессов на молекулярном уровне, в том числе метаболизм, транспорт веществ, лиганд-рецепторные взаимодействия, экспрессия генов и т. д. применяется позитронно-эмиссионная томография (ПЭТ) (см., например,). В частности ПЭТ применяется для исследований участия различных нейромедиаторов в нейрофизиологических и психических процессах.

## Психология как профессия
Психолог — человек с психологическим образованием, выполняющий профессиональную деятельность в области психологии как науки, психологической помощи или прикладных исследований.
Следует обратить внимание на то, что деятельность психологов в Российской Федерации не является лицензируемой, а наименование «психолог» — защищённым законодательством званием.
То или иное формальное право называть себя психологами имеют люди, получившие профильное психологическое образование следующих форм и ступеней:
- специалитет (5 лет обучения на дневном отделении; 6 лет на заочном или вечернем отделении; 3,5 года обучения при условии наличия другого высшего образования, то есть второе высшее образование);
- бакалавриат (4 года обучения на дневном отделении; 5 лет на вечернем или заочном отделении);
- магистратура (2 года дополнительной подготовки при условии наличия квалификации бакалавра или специалиста);
- профессиональная переподготовка (девятимесячные курсы).

## Критика
Американский психолог Стивен Пинкер отмечает, что психологи зачастую игнорируют содержание эмоций и не принимают во внимание способность разума обращаться с различными категориями последних по-разному. Так, по мнению Пинкера, теории памяти и мышления не отличают соображения о людях от соображений о камнях или зданиях; теории эмоций не видят разницы между страхом и гневом, ревностью и любовью; теории социальных отношений не проводят различий между семьёй, друзьями, врагами и незнакомцами. Пинкер указывает, что такие темы, как любовь, ненависть, еда, секс, статус, власть, зависть, дружба, религия и др., практически не затрагиваются в учебниках психологии.

## Коды в системах классификации знаний
- УДК 15